# Amapola del 66 (canción)
«Amapola del 66» es la quinta canción del álbum Amapola del 66 del grupo Divididos, publicado en 2010. Es la canción que le da el nombre al disco y fue su primer corte de difusión. Tiene un estilo de semi-balada con una letra que fue muy bien recibida por el público de la banda.
El 2 y 3 de junio de 2010 Divididos presentó el disco Amapola del 66 en el Luna Park. Cuando estaban tocando esta canción, Mollo paró de tocar (al igual que Arnedo y Ciavarella) para dedicarle el tema a Gustavo Cerati y pedirle a su público que acompañen a Cerati con un pensamiento de sanación.

Les quería contar algo. Hace un tiempo atrás me junte con un músico a hacer esas cosas que hacíamos cuando eramos chicos: escuchar nuestros discos, compartirlos con otra persona, con otro músico. Entonces vino un músico a casa con su disco, y yo lo esperaba con el mío; escuchamos, compartimos un montón de cosas, y él me dijo en un momento: "Me parece que este tema (refiriéndose a Amapola del 66) es el tema que abre algo y que deberías mostrar, primero que nada". Hoy ese músico esta pasando por un momento bastante fuerte y yo les quiero pedir a ustedes que acompañen a Gustavo con un pensamiento de sanación, y que se ponga bien, que es necesario. Gracias.
Ricardo Mollo.

- Datos: Q16301182